# Dave Matthews Band
Dave Matthews Band (DMB) – amerykański zespół muzyczny założony w Charlottesville, w stanie Wirginia, na początku 1991 roku przez urodzonego w Południowej Afryce Dave’a Matthewsa. W 2024 wprowadzony do Rock and Roll Hall of Fame.
W początkowych latach działania w skład zespołu, oprócz Matthewsa, wchodzili także Carter Beauford (perkusja), Stefan Lessard (gitara basowa), LeRoi Moore (saksofon), Boyd Tinsley (skrzypce), Peter Griesar (instrumenty klawiszowe). W 1994 Griesar opuścił zespół.
19 sierpnia 2008 roku na skutek obrażeń odniesionych w wyniku wypadku na quadzie zmarł saksofonista LeRoi Moore. Koncert zagrany tego dnia w Los Angeles został zadedykowany zmarłemu koledze.
Po śmierci Moore’a do zespołu dołączyli saksofonista Jeff Coffin (z Béla Fleck and the Flecktones), trębacz Rashawn Ross oraz gitarzysta Tim Reynolds, którzy nie zostali stałymi członkami zespołu, ale brali również udział w sesjach nagraniowych albumów: Big Whiskey and the GrooGrux King oraz Away from the World.

## Historia

### Początki
Pierwszy publiczny występ zespołu miał miejsce 11 maja 1991 na przyjęciu, którego gospodarzem była Lydia Condor w South Street Warehouse (znanym jako The Pink Warehouse) w centrum Charlottesville.
W listopadzie 1993 ukazał się pierwszy album zespołu Remember Two Things, będący zapisem jednego z występów grupy w klubie The Muse Music Club na wyspie Nantucket. Album stał się przebojem popularnych w USA studenckich list przebojów, emitowanych przez rozgłośnie uniwersyteckie. W tym samym roku Peter Griesar opuścił zespół, ponieważ nie był w stanie dostosować się do ciągłych podróży.
Zainteresowanie dużych wytwórni płytowych zaowocowało nagraniem na początku 1994 roku albumu Under the Table and Dreaming w wytwórni RCA. Płyta uzyskała status sześciokrotnie platynowej (według danych RIAA), a promujący ją singiel What Would You Say (gościnnie na harmonijce ustnej zagrał John Popper z zespołu Blues Traveler) sprzedano w liczbie ponad miliona egzemplarzy. „Under The Table And Dreaming” został w całości zadedykowany siostrze Dave’a Matthewsa – Anne. W roku 1994 Anne Matthews została zamordowana w RPA przez własnego męża, który zaraz po dokonaniu morderstwa popełnił samobójstwo. Po wydaniu albumu zespół wyruszył w pierwszą wielką trasę koncertową po USA, grał też koncerty w Europie.
Jedna z najpopularniejszych do chwili obecnej piosenek Dave Matthews Band – Granny – miała być początkowo pierwszym singlem promującym płytę. Ostatecznie piosenka ta nie znalazła się na debiutanckim albumie DMB, jest za to ciągle wykonywana na koncertach zespołu.

### Dalszy rozwój kariery
Kolejny album Crash zadebiutował na 2. pozycji listy Billboard, z utworami takimi jak „So Much to Say”, „Two Step” oraz największym do dziś przebojem zespołu, „Crash Into Me”. Album okazał się wielkim sukcesem komercyjnym i artystycznym: płyta otrzymała 4 nominacje do nagrody Grammy (wygrała w kategorii Best Rock Vocal Performance by a Duo or Group za piosenkę „So Much To Say”) oraz pokryła się siedmiokrotną platyną (według danych RIAA). W tym czasie grupa wydała zdecydowaną wojnę komercyjnym bootlegom, które przynosiły niebagatelny dochód nielegalnym sklepom muzycznym w USA. Walka zakończyła się sukcesem DMB, ogromna większość podziemnych sklepów handlujących bootlegami została zdelegalizowana, a ich właścicielom postawiono zarzuty kradzieży własności intelektualnej.
Warto dodać, że DMB odnoszą się z życzliwością do nagrywania koncertów dla celów prywatnych. Podczas koncertu można dokonać nagrania poprzez wniesiony przez siebie sprzęt, a do roku 1995 zezwalano na nagrywanie koncertów bezpośrednio z aparatury zespołu.
Ważnym krokiem przeciwko nielegalnym bootlegom było wydanie dwupłytowego albumu Live at Red Rocks jesienią 1997, który miał zapewnić fanom dostęp do ich ulubionych utworów, granych na żywo i zapisanych w profesjonalnej jakości.
Od roku 1998 z zespołem występuje czasem Butch Taylor grający na organach.
Trzeci, uważany przez krytyków muzycznych i fanów zespołu za najlepszy w dyskografii DMB, studyjny album Before These Crowded Streets, debiutował na 1. miejscu Billboardu. Dzięki sprzedaży 421 tysięcy egzemplarzy w ciągu pierwszego tygodnia od ukazania się albumu na rynku, płyta ta zrzuciła z miejsca pierwszego magazynu Billboard ścieżkę dźwiękową do filmu „Titanic”. Ścieżka dźwiękowa do tego filmu była na pierwszym miejscu listy Billboard przez 16 tygodni z rzędu. Album „Before These Crowded Streets” zawierał m.in. balladę Spoon, którą z Dave’em Matthewsem zaśpiewała Alanis Morissette. Na płycie można również usłyszeć m.in. gitarzystę Tima Reynoldsa oraz Kronos Quartet. Zgodnie z danymi RIAA album Before These Crowded Streets, do chwili obecnej, ma status sześciokrotnie platynowego.
Kolejne dwa albumy dokumentujące występy zespołu na żywo to: Listener Supported i Live in Chicago at The United Centre. Listener Supported to zapis koncertu z Continental Airlines Arena z East Rutherford w stanie New Jersey. Album ten wydano na płycie kompaktowej, VHS i DVD. Live in Chicago to zapis koncertu kończącego trasę promującą album Before These Crowded Streets. Występ miał miejsce dnia 19 grudnia 1998 roku w słynnej hali United Centre. Live in Chicago, dokumentujący koncert z udziałem znakomitego basisty jazzowego – Victora Wootena oraz legendarnego saksofonisty  Jamesa Browna – Maceo Parkera. Przez wielu fanów to właśnie ten album uważany jest za najlepszy album koncertowy w dyskografii zespołu. W roku 2000 ma miejsce przeciek i nagrania z przygotowywanego albumu studyjnego numer 4 zostają rozpowszechnione nielegalnie w sieci. Szybko również dochodzi do konfliktu zespołu z dotychczasowym producentem Steve’em Lillywhite’em. Nagrania te są wszystkim fanom zespołu znane jako The Lillywhite Sessions. Materiał został nielegalnie rozpowszechnione w internecie i jest do dziś obiektem westchnień wielu fanów zespołu.
W roku 2000 ukazał się album Everyday – krążek, na którym Dave Matthews gra na gitarze barytonowej. Ku ogromnemu zdziwieniu wszystkich na albumie nie ma ani jednej piosenki, która została opublikowana wcześniej w sieci jako The Lillywhite Sessions. Zespół był tak bardzo niezadowolony z efektów pracy z Lillywhite’em, że postanowił skomponować i nagrać kompletnie nowy materiał. Płyta odniosła ogromny sukces komercyjny i zadebiutowała na 1. miejscu listy Billboard (755 tysięcy egzemplarzy w pierwszym tygodniu od ukazania się płyty w sklepach). Po konflikcie między zespołem a Lillywhite’em, produkcją płyty zajął się Glenn Ballard znany ze współpracy m.in. z Alanis Morissette, Aerosmith, Van Halen, Michaelem Jacksonem. Największym przebojem pochodzącym z tego albumu był The Space Between. W piosence „MotherFather” gościnnie na gitarze elektrycznej zagrał bliski przyjaciel zespołu Carlos Santana. Był to kolejny etap współpracy między Matthewsem i Santaną. Po wspólnym nagraniu piosenki „Love of My Life” z albumu Supernatural oraz kilku wspólnych koncertach, mistrz gitary elektrycznej zagrał na płycie Dave Matthews Band.
W roku 2001 wydano na VHS i DVD kompletny w owym czasie zestaw teledysków zespołu, pod tytułem Dave Matthews Band, The Videos 1994-2001.
Rok 2002 przynosi długo wyczekiwany album Busted Stuff. Płyta jest powrotem do materiału nagranego przed ukazaniem się albumu Everyday z producentem Steve’em Lillywhite’em. Materiał wcześniej odrzucony w całości przez zespół wypełnia zdecydowaną większość albumu Busted Stuff. Produkcję płyty zlecono młodemu producentowi Stephenowi Harrisowi, który wcześniej był współpracownikiem LillyWhite’a. Płyta debiutuje na pierwszym miejscu listy Billboard (trzeci kolejny album DMB debiutujący na pierwszym miejscu listy Billboard).
Trasę koncertową promującą album Busted Stuff dokumentuje album Live at Folsom Field, Boulder, Colorado – CD, VHS i DVD zespołu przynosi fanom niespotykaną dotąd u DMB jakość przekazu – obraz z 22 kamer, dźwięk w formacie 5.1 i wiele przebojów zagranych przed 50 tysięczną widownią.

### Lata 2003–2007
The Central Park Concert  to wydany w 2003 najbardziej znany album koncertowy Dave Matthews Band. Gościnnie z zespołem podczas tego koncertu wystąpił gitarzysta rockowy znany z The Allman Brothers Band – Warren Haynes. Koncert w Central Parku był spektakularnym przedsięwzięciem, które miało miejsce zaledwie 2 lata po ataku terrorystycznym na World Trade Center. Koncert zgromadził ponad 100 tysięcy fanów zespołu. Do zabezpieczenia tak dużej imprezy zgromadzono ogromne środki bezpieczeństwa, a gościem honorowym, który miał również patronat nad koncertem, był burmistrz Nowego Jorku – Michael Bloomberg. Efekt można zobaczyć na DVD oraz usłyszeć na 3-płytowym albumie CD.
Wydany w 2004 zestaw The Gorge był dostępny w 2 wersjach – 2 CD + DVD lub 6 CD. Jest to zapis występu grupy w amfiteatrze Gorge położonym w stanie Waszyngton. Zespół, regularnie podczas każdej trasy koncertowej, spędza tam całe weekendy ze swoimi fanami grając 3 lub 4 koncerty dzień po dniu. Amfiteatr Gorge jest drugim takim miejscem obok amfiteatru Red Rocks, znajdującego się nieopodal Denver.
Rok 2005 przynosi studyjny album grupy Stand Up, nagrany z nowym producentem Markiem Bastonem. Płyta tradycyjnie już ląduje na pierwszym miejscu listy Billboard (czwarty z kolejny album studyjny DMB debiutujący na pierwszym miejscu listy Billboard). Singlami promującymi album są American Baby i Dreamgirl. Do piosenki „Dreamgirl” nakręcono teledysk z udziałem bliskiej przyjaciółki Dave’a Matthewsa oraz wieloletniej fanki zespołu Juli Roberts. Był to pierwszy publiczny występ aktorki po urodzeniu bliźniaków.
Album koncertowy Weekend on the Rocks z 2005 dokumentuje występy zespołu w amfiteatrze Red Rocks nieopodal Denver. podobnie jak album Gorge, również album Weekend on The Rocks można kupić w wersji 2CD + DVD lub 8CD + DVD.
Rok 2007 dla zespołu to cała seria kolejnych koncertów. Tym razem zespół nie ograniczał się jednak tylko do USA i Kanady i odwiedził również Australię i Europę (koncerty w Lizbonie, Dublinie, Brukseli oraz Londynie). Jak dotąd, pomimo spektakularnych sukcesów za oceanem, zespół był słabo znany w Europie. Ku zaskoczeniu muzyków mini-trasa europejska okazała się sporym sukcesem komercyjnym (blisko 20 tysięcy fanów zespołu na koncercie w Lizbonie), co zaowocowało wydaniem koncertu z Lizbony na CD jako Live Trax Vol. 10. Podczas europejskich koncertów DMB zespołowi towarzyszył gitarzysta Tom Morello znany z zespołów Rage Against the Machine i Audioslave.
Kolejnym albumem koncertowym zespołu jest „Live at Piedmont Park”. Ogromny koncert z Atlanty (z udziałem ponad 70 000 fanów zespołu) można od grudnia 2007 obejrzeć w wersji DVD, jak i posłuchać na CD. Na albumie można usłyszeć kilka nowych utworów, takich jak: #27, Cornbread czy Eh Hee. Podczas koncertu w Atlancie zespół wykonał również piosenkę z repertuaru legendarnego zespołu rockowego The Allman Brothers Band – Melissa – wspólnie z liderem The Allman Brothers Band – Greggiem Allmanem. To również pierwsze oficjalne wydawnictwo koncertowe, na którym pojawia się utwór The Dreaming Tree (z albumu Before These Crowded Streets).

### Rok 2008, śmierć LeRoia Moore’a
Rok 2008 był trudnym okresem dla DMB. Po odejściu z zespołu Butcha Taylora poważnemu wypadkowi na własnej farmie uległ LeRoi Moore. Pomimo początkowych dobrych rokowań stan zdrowia saksofonisty DMB, w wyniku komplikacji po przebytych operacjach, znacznie się pogorszył. LeRoi Moore będący kluczową postacią w zespole (założyciel DMB razem z Matthewsem i Beaufordem) zmarł 19 sierpnia 2008 roku. Pomimo tych wszystkich problemów zespół zdecydował się na kontynuowanie wcześniej rozpoczętej trasy koncertowej.
W trasie Summer Tour 2008 w zamian za LeRoia Moore uczestniczył gościnnie Jeff Coffin, saksofonista zaprzyjaźnionego zespołu Béla Fleck and the Flecktones, oraz Tim Reynolds grający na gitarze elektrycznej. Rok 2008 okazał się pierwszym rokiem w historii zespołu, w którym nie zadebiutowała żadna nowa piosenka. Koncert zagrany na Busch Stadium - 7 czerwca został wydany 30 września 2008 jako Live Trax. Vol. 13. Zespół uczestniczył w dwóch festiwalach muzycznych: Rothbury Festival zagrany 7 lipca oraz Mile High Music Festiwal zagrany 20 lipca. Oba festiwale były dostępne do oglądania „na żywo” przez internet. Zespół zagrał również 4 koncerty w Ameryce Południowej (Argentyna i Brazylia).

### Big Whiskey and the GrooGrux King
2 czerwca 2009 roku na rynku muzycznym pojawił się siódmy studyjny album zespołu Big Whiskey and the GrooGrux King. Producentem albumu zgodnie z zapowiedziami został Rob Cavallo znany głównie z długoletniej współpracy z zespołem Green Day. Był to pierwszy album nagrany przez zespół po śmierci jednego z członków założycieli zespołu – saksofonisty LeRoia Moore’a. Moore zmarł podczas sesji nagraniowej na skutek obrażeń odniesionych w wyniku wypadku na quadzie. W sesji nagraniowej nowego albumu wzięli również udział goście zaprzyjaźnieni z zespołem: Jeff Coffin – saksofon, Tim Reynolds – gitary, Rashawn Ross – trąbka. W wywiadzie udzielonym dla The Rolling Stone Magazin w marcu 2009 roku, Dave Matthews przyznał, iż określenie GrooGrux King to pseudonim Leroia Moore’a. Matthews wyjawił również, że album będzie rozpoczynało solo saksofonowe LeRoia Moore’a nagrane jeszcze na początku sesji nagraniowej.
Wraz z wydaniem nowego albumu Dave Matthews Band po raz kolejny ruszył w wielką trasę koncertową po Stanach Zjednoczonych, Kanadzie i Europie. Pierwszy koncert odbył się 14 kwietnia 2009 roku w Nowym Jorku Madison Square Garden. W lipcu grupa zagrała również kilka koncertów w Europie (m.in. Paryż, Londyn, Amsterdam, Bilbao, Lizbona). Przełomowym momentem trasy były 2 koncerty w Bostonie zagrane 29 i 30 maja 2009 roku, na legendarnym stadionie baseballowym Fenway Park zespołu Boston Red Sox. Były to ostatnie koncerty przed oficjalną premierą nowego albumu.
Płyta Big Whiskey and the GrooGrux King była 5 kolejnym albumem DMB debiutującym na pierwszym miejscu listy Billboard (424 tys. sprzedanych egzemplarzy w pierwszym tygodniu). Pięć kolejnych albumów debiutujących na pierwszym miejscu listy Billboard to osiągnięcie, którym mogą pochwalić się tylko i wyłącznie Dave Matthews Band oraz Metallica.

### Away From the World
Album Away from the World jako 6. studyjny zespołu Dave Matthews Band debiutował na pierwszym miejscu listy Billboard (266 tys. sprzedanych egzemplarzy w pierwszym tygodniu). Stanowił również powrót do współpracy grupy z producentem trzech pierwszych albumów studyjnych zespołu – Steve’em Lillywhitem.

## Działalność charytatywna i polityczna
DMB należy do zespołów zaangażowanych w liczne projekty o charakterze charytatywnym i społeczno-politycznym. Zespół ma na koncie wiele występów, których celem jest zbieranie funduszy dla ludzi, organizacji i potrzebujących wsparcia jednostek pozarządowych.
Dave Matthews wraz z firmą produkującą lody prowadzi kampanię przeciwko globalnemu ociepleniu. Zespół posiada również własną fundację – Bama Works Foundation. Realizuje ona rozmaite cele na całym świecie i często organizuje charytatywne aukcje. Zespół aktywnie uczestniczył także w głośnej akcji Vote for change, wraz z Bruce’em Springsteenem, R.E.M., Pearl Jam i innymi artystami, zachęcając Amerykanów do głosowania na senatora Johna F. Kerry’ego.
W roku 2008 Dave Matthews oficjalnie poparł kandydaturę Baracka Obamy na prezydenta Stanów Zjednoczonych. W specjalnym liście opublikowanym na oficjalnej stronie zespołu Matthews wyjaśnił powody swojej decyzji. Przed wyborami Matthews wraz z Timem Reynoldsem zagrał również kilka koncertów akustycznych wspierających kampanię kandydata demokratów.

## Dyskografia

### Dave Matthews Band
- 2023 – Walking Around the Moon[5]
- 2018 – Come Tomorrow
- 2012 – Away from the World
- 2010 – Live in New York City (2010)
- 2010 – Europe 2009
- 2009 – Live Trax Vol. 16: 26.06.2000 Riverbend Music Center, Cincinnati, Ohio
- 2009 – Big Whiskey and the GrooGrux King
- 2009 – Live Trax Vol. 15: 09.08.2008 Alpine Valley Music Theater, East Troy, Wisconsin
- 2009 – Live Trax Vol. 14: 24.03.2009 Nissan Pavilion, Bristow, Virginia
- 2008 – Live at Mile High Music Festival 2008
- 2008 – Live Trax Vol. 13: 14.10.2008 Busch Stadium, St. Louis
- 2008 – Live Trax Vol. 12: 05.05.1995 L.B. Day Amphitheater, Salem, OR
- 2008 – Live Trax Vol. 11: 8.29.2000 Saratoga Springs, New York
- 2007 – Live at Piedmont Park
- 2007 – Live Trax Vol. 10: 5.25.2007 Pavilion Atlantico, Lisbon, Portugal
- 2007 – Live Trax Vol. 9: 23/24.03.2007 MGM Grand Garden Arena, Las Vegas, Nevada
- 2007 – Live Trax Vol. 8: 7.08.2004 Music Theatre, East Troy, Wisconsin
- 2006 – Live Trax Vol. 7: 31.12.1996 Hampton Coliseum, Hampton, Virginia
- 2006 – The Best of What’s Around
- 2006 – Live Trax Vol. 6: 7/7-7/8/2006 Fenway Park, Boston, MA
- 2006 – Live Trax Vol. 5: 8.23.1995 Meadow Brook Music Festival, Rochester Hills, MI
- 2005 –  Weekend on the Rocks
- 2005 – Live Trax Vol. 4: 4.30.96 Classic Amphitheatre, Richmond, VA
- 2005 – Stand Up
- 2005 – Live Trax Vol. 3: 8.27.00 Meadows Music Theatre, Hartford, CT
- 2004 – Live Trax Vol. 2: 9.12.04 Golden Gate Park, San Francisco, CA
- 2004 – Live Trax Vol. 1: 12.8.98 Centrum Center, Worcester, MA
- 2004 – The Gorge
- 2003 – The Central Park Concert
- 2002 – Live at Folsom Field, Boulder, Colorado
- 2002 – Busted Stuff
- 2001 – Live in Chicago 12.19.98
- 2001 – Everyday
- 1999 – Listener Supported
- 1998 – Before These Crowded Streets
- 1997 – Live at Red Rocks 08.15.95
- 1996 – Crash
- 1994 – Under the Table and Dreaming
- 1994 – Recently EP
- 1993 – Remember Two Things

### Dave Matthews iTim Reynolds
- 2010 – Live in Las Vegas
- 2007 – Live at Radio City
- 1999 – Live at Luther College

### Dave Matthews
- 2003 – Some Devil

### Boyd Tinsley
- 2003 – True Reflections

## Wideografia
- 2007 – Live at Piedmont Park
- 2005 – Weekend on the Rocks
- 2004 – The Gorge
- 2003 – The Central Park Concert
- 2002 – Live at Folsom Field, Boulder, Colorado
- 2001 – The Videos 1994-2001
- 1999 – Listener Supported

## Nagrody i nominacje

### Grammy Awards
- Best Rock Performance by a Duo or Group with Vocal (1996) – nominacja
- Best Short Term Music Video („What Would You Say,” 1996) – nominacja
- Best Rock Performance by a Duo or Group with Vocal („So Much to Say”, 1997) – nagroda
- Best Rock Song („Too Much,” 1997) – nominacja
- Best Rock Album (Crash, 1997) – nominacja
- Best Rock Performance by a Duo or Group with Vocal (1998) – nominacja
- Best Rock Song („Crash into Me,” 1998) – nominacja
- Best Pop Performance by a Duo or Group with Vocal („Crush,” 1999) – nominacja
- Best Rock Album (Before These Crowded Streets, 1999) – nominacja
- Best Pop Collaboration with Vocals („Love of My Life” with Santana, 2000) – nominacja
- Best Rock Performance by a Duo or Group with Vocal („The Space Between,” 2002) – nominacja
- Best Pop Performance by a Duo or Group with Vocal („Where Are You Going,” 2003) – nominacja

### American Music Awards
- Favorite Pop/Rock Band/Duo/Group (1997) – nominacja
- Favorite Pop/Rock Band/Duo/Group (2002) – nominacja
- Favorite Pop/Rock Album (2002) – Everyday – nominacja

### VH1 Awards
- Coolest Fan Website (nancies.org, 2000) – nagroda
- My Favorite Group (2001) – nagroda
- Must Have Album (Everyday, 2001) – nagroda
- Damn I Wish I Wrote That! („The Space Between,” 2001) – nagroda
- Coolest Fan Website (nancies.org, 2001) – nagroda

### MTV Video Music Awards
- Best Group Video (1997) – Crash Into Me – nominacja
- Best Rock Video (1997) – Crash Into Me – nominacja
- Best Rock Video (1998) – Don`t Drink The Water – nominacja
- Best Cinematography (1998) – Don`t Drink The Water – nominacja
- Best Group Video (2001) – I Did It – nominacja
- Best Group Video (2002) – Everyday – nominacja

### NagrodaNAACP Image
- Chairman’s Award (2004)